# Plaza de toros Raúl Dávalos de la Calle
La  Monumental Raúl Dávalos es considerada como una de las más antiguas del Ecuador, tiene una capacidad para 13000 personas y en ella se realizan también shows artístico musicales. Sus mayores espectáculos se realizan en las fiestas abrileñas y novembrinas. Inaugurada en 1952 por Morenito de Valencia y Lorenzo Pascual "Belmonteño".
Diseñado y construido con graderíos de madera y una útil cubierta en los tendidos, la plaza albergaba en su primera etapa a 5 mil aficionados. En 1995 se emprendieron los trabajos de readecuación para ampliar su aforo a 10 mil personas y dotarla de funcionales instalaciones y belleza. La renovada plaza fue reinaugurada en 1997. 
Desde hace una década por este ruedo ha desfilado una interesante nómina de toreros en la que constan coletas de la talla de Rafael Camino, Manolo Sánchez, Víctor Méndez, Uceda Leal, Óscar Higares, Serafín Marín, David Fandila "El Fandi", Juan José Padilla acompañados de lo más sobresaliente de la torería local e importantes rejoneadores. 
Más allá de los nombres, Riobamba, tierra de toros y toreros, ha adquirido prestigio por la correcta presentación de los ejemplares que se lidian, elemento que otorga seriedad y fuste al evento taurino. Además por decreto municipal Riobamba fue nombrada como la Capital Taurina del Ecuador.

## Eventos Taurinos
- Feria del Señor del Buen Suceso: Realizada anualmente durante las Fiestas de Riobamba, en abril.
- Feria de noviembre, luego de que Riobamba fuera declarada Capital Taurina del Ecuador.